# August Winnecke

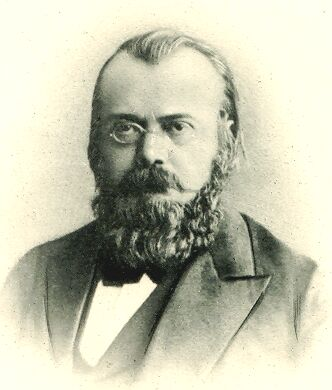
Friedrich August Theodor Winnecke

Friedrich August Theodor Winnecke ( 5 februarie 1835 la Groß-Heere, lângă Hanovra – 3 decembrie 1897 la Bonn) a fost un astronom german.

## Biografie
A lucrat la Observatorul Astronomic de la Pulkovo, lângă Sankt-Petersburg (Rusia), din 1858 până în 1865, dar s-a întors în Germania și a fost profesor de astronomie la Observatorul Astronomic din Strasbourg, din 1872 până în 1881.
A descoperit  sau a codescoperit un mare număr de comete, între care 
cometa periodică 7P/Pons-Winnecke și cometa numită în epocă „Pons-Coggia-Winnecke-Forbes”, redenumită ulterior 27P/Crommelin după Andrew Crommelin, care îi calculase orbita.
Winnecke a jucat un rol important în expediția germană de observare a Tranzitului lui Venus, în 1874.
A compilat o listă de stele duble, Winnecke Catalogue of Double Stars, în 1869. A descoperit mai multe nebuloase.
A primit Premiul Lalande în 1858.
Din motive de sănătate, în 1886, Winnecke și-a părăsit profesia, iar la 3 decembrie 1897, a murit la Bonn.